# إدوارد دوغلاس براون
إدوارد دوغلاس براون (بالإنجليزية: Edward Douglas Brown)‏ هو عسكري جنوب أفريقي، ولد في 6 مارس 1861 في Dagshai ‏ في الهند، وتوفي في 3 مارس 1940 في قوس الرخام في المملكة المتحدة.